# Nasalisation
Cet article possède un paronyme, voir Navalisation.
En phonétique, la nasalisation est la production d'un son alors que le voile du palais est abaissé, de telle sorte que de l'air puisse s'échapper par le nez durant la production d'un son (pour un exemple sur les voyelles nasales du français, voir). Le phénomène peut être décrit comme si un son [n] (ou plus précisément, une résonance nasale qui se superpose aux autres caractéristiques du son produit et qui ne possède pas de qualité consonantique particulière, caractéristiques pouvant être vocaliques ou consonantiques) était produit simultanément à l'articulation orale. 
Dans l'alphabet phonétique international, la nasalisation est indiquée par la présence d'un tilde au-dessus du symbole du son à nasaliser, ou par des symboles uniques pour certaines consonnes nasales (occlusives [m], [n], [ɲ], [ŋ], etc.) : [ã] est l'équivalent nasalisé de [a], et [ṽ] est celui de [v]. Il est aussi important de noter que phonétiquement, la nasalité des voyelles peut comporter plus d'un indice articulatoire ou acoustique (par exemple, en français, la position de la langue qui change légèrement entre [a] et [ã] en plus de l'abaissement du voile du palais).
Certains sons nasaux sont les voyelles nasales que l'on trouve en français, en portugais, en breton, en polonais etc. Dans quelques cas, on peut rencontrer des voyelles avec plusieurs degrés de nasalité, tout dépendant du statut phonologique de ces voyelles dans la langue (voir voyelle nasale, phonologie). Par exemple, en anglais, le degré de nasalité sur les voyelles est variable, mais cette propriété phonétique vocalique ne sert pas à distinguer des items lexicaux (il n'y a pas d'opposition entre les voyelles nasales et orales en anglais, seulement de la nasalisation phonétique). En termes phonologiques, dans la plupart des cas, l'opposition entre voyelles nasales et orales est catégorique. 
Les consonnes nasales (par exemple [m], [n], [ɲ], [ŋ], etc.) ne sont pas dites nasalisées puisqu'il s'agit non d'une articulation surajoutée au son oral correspondant mais d'un mode d'articulation par blocage du flux d'air au niveau de la bouche, alors que son passage par le nez est libre. On parle donc aussi d'occlusives nasales.
Il existe également des consonnes nasalisées, ; elles possèdent un mode d'articulation principal auquel s'ajoute le mode nasal, qui contrastent avec les consonnes purement orales. Par exemple : 
- Certaines des langues sudarabiques modernes possèdent des consonnes fricatives nasalisées, telles que [z̃], dont le son ressemble à l'émission simultanée de [n] et [z].
- Le son noté r en mandarin a une histoire singulière (par exemple, le japonais l'a emprunté à la fois comme [z] et [n]) et dérive probablement d'une ancienne fricative nasalisée, peut-être une consonne fricative palatale voisée nasalisée [ʝ̃].
- En hupa,  il est fréquent que la langue ne soit pas complètement en contact avec le palais lors de l'articulation, de la consonne [ŋ], ce qui entraîne l'émission d'une spirante vélaire nasalisée [ɰ̃]. Ce phénomène s'apparente à la consonne nasalisée [j̃] d'autres langues athapascanes.
- En umbundu, le phonème [ṽ] contraste avec [w̃], et il s'agit probablement d'une véritable fricative plutôt que d'une spirante.

En dehors des fricatives orales nasalisées, il existe de vraies fricatives nasales, dénommées fricatives naréales, qui sont parfois émises par des personnes ayant des défauts de phonation. Pour ce type de consonnes, la turbulence du flux d'air qui caractérise les fricatives est produit non pas dans la bouche mais dans les cavités nasales. L'alphabet phonétique international étendu les note par deux diacritiques combinés, un tilde et un tréma : [n͋] est une fricative naréale alvéolaire, sans flux d'air buccal, alors que [v͋] est une fricative orale (un [v]) avec frication naréale simultanée.